# Österreichischer Filmpreis/Beste männliche Nebenrolle
Österreichischer Filmpreis: Beste männliche Nebenrolle
Gewinner und Nominierte in der Kategorie Beste männliche Nebenrolle seit der ersten Verleihung dieser Kategorie des Österreichischen Filmpreises im Jahr 2016.
Die Ermittlung der Preisträgerin erfolgt in einem zweistufigen Verfahren. Zuerst nominieren alle ordentlichen Mitglieder der Berufsgruppe („Sektion“) Schauspiel die von ihnen favorisierten Darstellerleistungen in einer geheimen schriftlichen Wahl. Nominierungen werden an bis zu drei Einzelleistungen vergeben – als nominiert gelten jene Filmschaffende, die die meisten Stimmen auf sich vereinen können. Die Ermittlung der Preisträgerin erfolgt durch einen zweiten Wahlgang, an dem alle stimmberechtigten Mitglieder der Akademie des Österreichischen Films teilnehmen. Die Filmschaffende, die die höchste Stimmenanzahl auf sich vereinen kann, ist Gewinnerin des Österreichischen Filmpreises.

## Preisträgerinnen und Nominierungen
| Jahr | Preisträgerin      | Film                       | Nominierungen                                                                                                |
| ---- | ------------------ | -------------------------- | --- |
| 2016 | Christopher Schärf | Einer von uns              | |
| 2017 | Branko Samarovski  | Nebel im August            | |
| 2018 | Lukas Miko         | Die beste aller Welten     | Michael Pink Lukas Miko – Die beste aller Welten Friedrich von Thun – Die Hölle Georg Friedrich – Wilde Maus |
| 2019 | Anton Noori        | Cops                       | Johannes Krisch – Der Trafikant Gerhard Liebmann – Murer – Anatomie eines Prozesses                          |
| 2020 | Josef Hader        | Nevrland                   | Heinz Trixner – Ein wilder Sommer – Die Wachausaga Wolfgang Hübsch – Nevrland                                |
| 2021 | Omid Memar         | 7500                       | Noah Saavedra – Hochwald Michael Pink – Das schaurige Haus Lukas Spisser – Was wir wollten                   |
| 2022 | Thomas Prenn       | Große Freiheit             | Andreas Lust – Fuchs im Bau Lukas Miko – Schachnovelle                                                       |
| 2023 | Luka Dimic         | Eismayer                   | Harald Windisch – Märzengrund Simon Schwarz – Der Onkel – The Hawk Harald Windisch – Sterne unter der Stadt  |
| 2024 | Karl Fischer       | Mermaids Don’t Cry         | Tobias Resch – Ingeborg Bachmann – Reise in die Wüste Ben Winkler – Rickerl – Musik is höchstens a Hobby     |
| 2025 | Thomas Schubert    | Andrea lässt sich scheiden | Branko Samarovski für Andrea lässt sich scheiden Clemens Aap Lindenberg für Im Haus der alten Augustin       |